# André-Charles Boulle
André-Charles Boulle (Parigi, 11 novembre 1642 – Parigi, 29 febbraio 1732) è stato un ebanista francese, noto anche come scultore, cesellatore, decoratore, oltre che per un suo stile e una sua tecnica particolare nella lavorazione dei mobili.

## Biografia

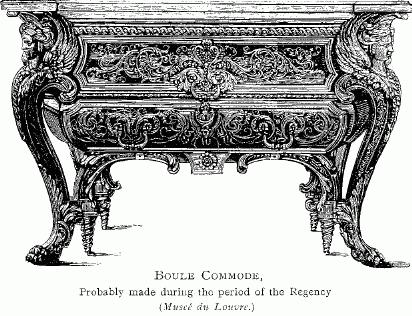
Mobile di André-Charles Boulle (Versailles)

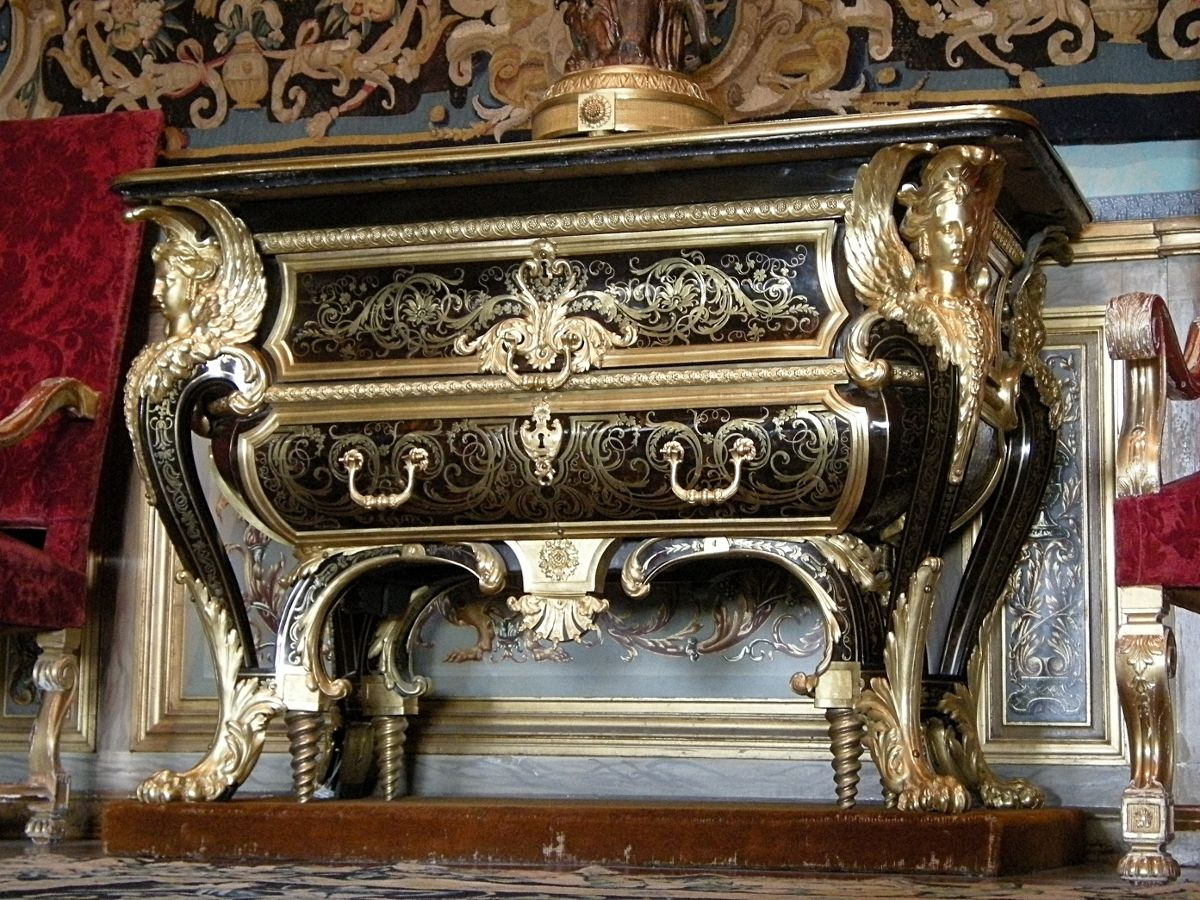
Comò di Boulle al Castello di Vaux-le-Vicomte

André-Charles Boulle nacque in una famiglia cattolica franco-tedesca. Figlio di Jean Boulle, il cui nome originariamente era Johan Bolt.
Ebanista francese attivo sotto il regno di Luigi XIV, per il quale lavorò, ottenendo la qualifica di "ebanista del re" nel 1672. Dallo stesso anno ricevette dal re, su consiglio di Colbert, la possibilità di esercitare la sua professione in un laboratorio situato presso il Louvre, che conservò fino alla sua morte, avvenuta all'età di 89 anni.
Autore di moltissimi mobili, soprattutto per la reggia di Versailles, eseguì lavori anche per le corti di Spagna e Germania, e per molti committenti privati, sia nobili che dell'alta borghesia.
La sua tecnica consisteva nell'eseguire intarsi con ottone dorato e tartaruga, incollati insieme uno sull'altro, ottenendo così due disegni uguali ma invertiti, che prendono il nome di intarsio "prima parte" quello composto dalla lamina di tartaruga come sfondo e l'ottone per riempire i buchi, e "controintarsio" quello che si otteneva con gli "scarti" del primo. L'ottone veniva, ulteriormente, decorato al cesello. Gli altri materiali utilizzati per la lavorazione dei mobili furono, a seconda del modello, osso tinto, corno, avorio, ebano e madreperla, mentre il cosiddetto fondo del mobile era un tipico prodotto di ebanisteria, quindi costituito da una lastra di ebano.
Questa tecnica, inventata in Italia, fu ripresa da Boulle e portata ai massimi splendori, tanto da essere definita "intarsio alla Boulle".
Boulle raggiunse una grande notorietà anche se non fu l'unico ad eseguire lavori con questa tecnica e difatti si ricordano altri ebanisti francesi che in precedenza o parallelamente a lui svilupparono prodotti degni di nota, tra i quali Pierre Gorle e Auburtin Gaudron. Inoltre non fu proprio il primo ebanista francese a rendere popolare la sua attività, di solito poco conosciuta, visto che già Jean Macé divenne, in passato, un ebanista conosciuto ed apprezzato, al punto da venir considerato il predecessore di Boulle.
Della sua produzione sopravvissero numerosi modelli ed esempi, tra i quali si rammenta una coppia di cassettoni eseguiti per Luigi XIV caratterizzati da una miriade di applicazioni in bronzo. In più sono conservati una serie di lavori, che seppur privi di marchio, in quanto questa identificazione non era ancora prevista a norma di legge ai suoi tempi, rientrarono tra i criteri stilistici del noto ornatista ufficiale di corte Jean Bérain, del quale Boulle era amico ed anche vicino di laboratorio al Louvre, e quindi vengono attribuiti al noto ebanista.
Boulle raccolse le sue conoscenze e le sue competenze in un trattato intitolato Nouveaux dessins de meubles et ouvrages de bronze et de marqueterie.
Alla morte dell'ebanista, la sua produzione proseguì ancora lungamente grazie all'applicazione dei suoi quattro figli.
Una delle più celebri scuole di Arts Appliqués di Parigi porta il suo nome.
Un bureau ("scrivania") risalente al 1710 attribuito ad André-Charles Boulle, appartenuto alla collezione Wildenstein, è stato venduto da Christie's a Londra
il 15 dicembre del 2005 per una somma di 4321000 €.

## Archivi e musei
L'archivio storico più esaustivo sul conto di Boulle è sicuramente il The Boulle Archives, Centre de Recherches Historiques, situato a Parigi presso il 92, di rue La Fayette.

I principali musei che ospitano pezzi lavorati da Boulle sono il Castello di Versailles (Grande appartamento del Re, Salone di Mercurio), il Castello di Chantilly, il Castello di Vaux-le-Vicomte, il Castello di Cheverny, il Museo del Louvre, la Wallace Collection londinese, il Getty Center a Los Angeles, la Royal Collection di Londra.